# Macrothyatira
Macrothyatira és un gènere de papallones nocturnes de la subfamília Thyatirinae de la família Drepanidae.

## Espècies seleccionades
- Macrothyatira arizana (Wileman, 1910)
  - Macrothyatira arizana diminuta (Houlbert, 1921)
- Macrothyatira conspicua (Leech, 1900)
- Macrothyatira danieli Werny, 1966
- Macrothyatira fasciata (Houlbert, 1921)
- Macrothyatira flavida (Butler, 1885)
- Macrothyatira flavimargo (Leech, 1900)
- Macrothyatira labiata (Gaede, 1930)
- Macrothyatira oblonga (Poujade, 1887)
- Macrothyatira stramineata (Warren, 1912)
- Macrothyatira subaureata (Sick, 1941)
- Macrothyatira transitans (Houlbert, 1921)